# Henning Brandis (Mediziner)

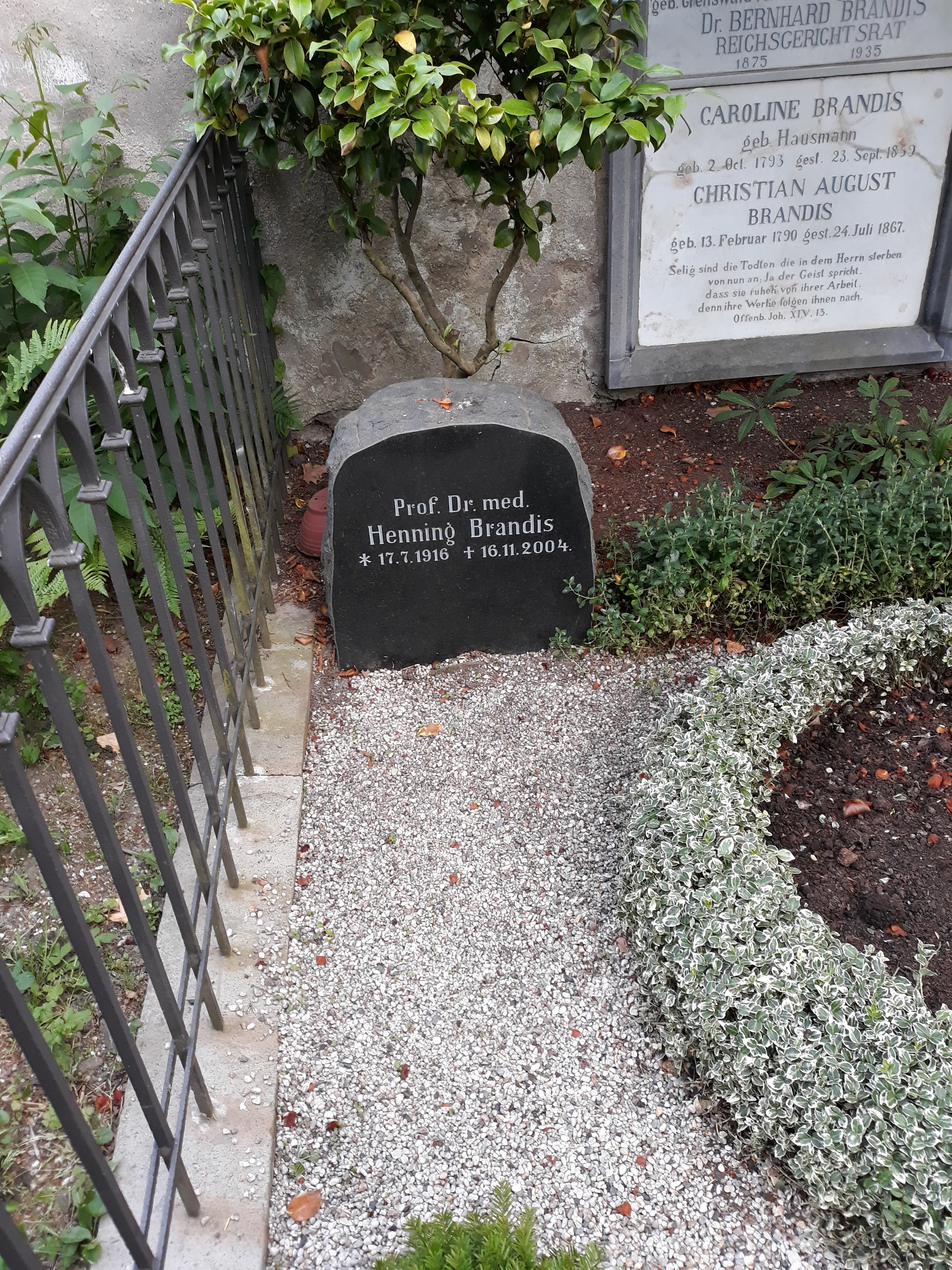
Das Grab von Henning Brandis im Familiengrab auf dem Alten Friedhof Bonn.

Henning Brandis (* 17. Juli 1916 in Elberfeld; † 16. November 2004 in Bonn) war ein deutscher Mikrobiologe.

## Werdegang
Brandis wurde als Sohn des Reichsgerichtsrats Bernhard Brandis geboren; sein Großvater war der Botaniker und Generalinspekteur des Indischen Forstamtes (Sir) Dietrich Brandis. Er studierte von 1936 bis 1942 Medizin in Frankfurt am Main und Marburg. Nach der Promotion diente er in den letzten drei Kriegsjahren als Sanitätsoffizier. 1952 folgte die Habilitation.
Ab 1957 war er ordentlicher Professor für Hygiene an der Universität Göttingen. 1967 folgte er einem Ruf an den Lehrstuhl für Medizinische Mikrobiologie und Immunologie der Universität Bonn. Gleichzeitig war er Direktor des gleichnamigen Instituts der Universität. Im Jahr 1974 wurde er zum Mitglied der Gelehrtenakademie Leopoldina gewählt, 1984 wurde er emeritiert.
Er war Herausgeber der Zeitschrift für Immunitätsforschung sowie mit Hans Jürgen Otte des von Heinz Reploh und Hans Jürgen Otte begründeten Lehrbuchs Medizinische Mikrobiologie.

## Ehrungen
- 1976: Verdienstkreuz 1. Klasse der Bundesrepublik Deutschland
- 1985: Ferdinand Cohn-Medaille der Deutschen Gesellschaft für Hygiene und Mikrobiologie[3]